# مدیریت صنعتی
مدیریت صنعتی (به انگلیسی : Industrial management) شاخه‌ای از مدیریت است که مدیران  سازمان‌های صنعتی را تربیت می‌کنند. منظور از سازمان صنعتی، بنگاهی تولیدی است که - برخلاف صنعتگری سنتی - با استفاده از دستگاه‌های تولیدی مدرن، کالاها را در کارخانه‌ها از مواد خام در تولید انبوه و مستمر تولید می‌کند.

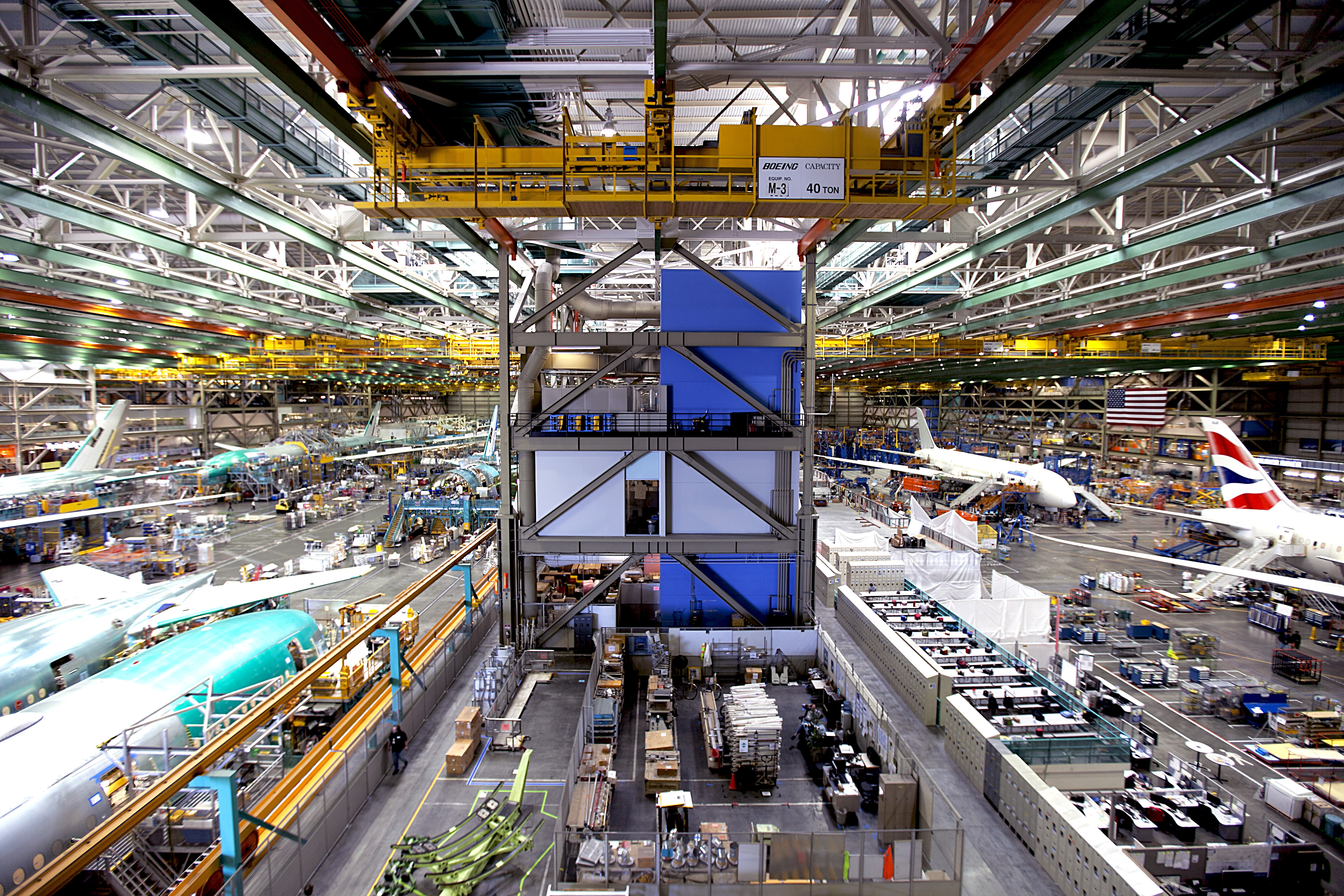
کارخانه هواپیماهای تجاری بوئینگ

مدیریت صنعتی با طراحی صنعتی، ساخت و ساز، مدیریت و کاربرد علم و اصول مهندسی برای بهبود کل زیرساخت‌های صنعتی و فرآیندهای صنعتی سروکار دارد. مدیریت صنعتی بر مدیریت فرآیندهای صنعتی تمرکز دارد.
مدیریت صنعتی همچنین شامل مطالعه عملکرد دستگاه‌ها و همچنین افراد است. متخصصانی برای نگهداری ماشین آلات در شرایط کار خوب و اطمینان از کیفیت تولید آنها به کار گرفته می‌شوند. بر جریان مواد از طریق کارخانه نظارت می‌شود تا اطمینان حاصل شود که نه کارگران و نه ماشین آلات بیکار نیستند.
بازرسی مداوم برای حفظ خروجی در حد استاندارد انجام می‌شود. این رشته به مطالعه ساختار و سازماندهی بنگاه‌های تولیدی می‌پردازد. و شامل حوزه‌هایی از مسائل صنعتی است که برای موفقیت شرکت‌ها در بخش تولید ضروری است.
این رشته اختلاف۱۲ واحدی با رشته مدیریت دولتی دارد. به بررسی نحوه قرار گرفتن ماشین آلات و بهره‌وری آن‌ها توجه دارد. توجه اساسی به واحدهای صنعتی و همچنین کارگرها و نحوه انجام کار و چالش‌های کارگری دارد.
هدف از این رشته تحصیلی تربیت افرادی می‌باشد که بتوانند با دیدگاهی مدیریتی سازمان‌های صنعتی را مدیریت نمایند.
مدیران صنعتی برنامه‌ریزی می‌کنند که چگونه به‌طور کارآمد و اقتصادی از منابع در یک بنگاه تولیدی از جمله نیروی کار، مواد، ماشین‌آلات، زمان، سرمایه، انرژی و اطلاعات استفاده کنند. یک مدیر صنعتی همچنین باید با ایجاد سیستم‌های جدید برای حل مشکلات مربوط به ضایعات و ناکارآمدی مرتبط با یک فرایند صنعتی سر و کار داشته باشد.

## گرایش ها
- تولید و عملیات
- تحقیق در عملیات
- مدیریت عملکرد
- مدیریت زنجیره تامین
- مدیریت کیفیت و بهره‌وری
- مدیریت پروژه

## محتوا
- مدیریت مالی: هدف این درس تعلیم روش‌ها و تکنیک‌های متداول مالی به دانشجویان است تا بتوانند با بهره‌برداری از آن در تصمیم‌گیری‌های مالی در سطح مدیران مالی مؤسسات انجام وظیفه نمایند. به‌طور کلی در اداره امور سازمان‌های بازرگانی تنها انجام شرح وظایف مربوط به مدیران مالی کافی نیست. تکنیک‌ها و روش‌های متداول مالی یکی از مهم‌ترین ابزارهایی است که مدیران مالی باید بدانند تا بتوانند در حفظ و حراست و بکار گرفتن منابع مالی مؤسسات خصوصی یا ملی شده که جزء منابع ملی جامعه است حداکثر کارایی را داشته باشند.
- روانشناسی صنعتی: مطالعه رفتار آدمی در جنبه‌هایی از حیات که به کار مربوط می‌شود و بهره‌گیری از دانش حاصل از رفتار آدمی جهت به حداقل رسانیدن مشکلات وی در کار.
- حسابداری صنعتی: هدف از درس حسابداری صنعتی آشنا ساختن دانشجویان با ماهیت هزینه‌ها و سایر اطلاعات اقتصادی و موارد استفاده مدیریت از این اطلاعات می‌باشد. در این درس مخصوصاً روی بسط و توسعه اطلاعات مربوط به قیمت تمام شده و نحوه استفاده از آن در امر تجزیه و تحلیل، برنامه‌ریزی و کنترل عملیات در مؤسسات صنعتی تأکید گردیده‌است.
- بازاریابی و مدیریت بازار: هدف از این درس آشنا کردن دانشجویان با مفاهیم کلی مدیریت بازار و کاربرد آن در رابطه با بیمه و نیازهای جامعه در جهت خودکفایی و رفع نیازهای مادی و معنوی و با توجه به شرایط موجود از نظر فرهنگی، اجتماعی، مذهبی و اقتصادی مدیریت بازار عبارتست از تجزیه و تحلیل فرصت‌ها، برنامه‌ریزی، اجرا و کنترل برنامه‌ها با هدف ایجاد و حفظ مبادلات مطلوب در بازارهای هدف به منظور نیل به اهداف سازمان می‌باشد.
- زبان تخصصی صنایع : هدف: آموزش لغات، اصطلاحات و متونی از منابع متداول رشته‌های مختلف مدیریت و حسابداری به منظور توسعه معلومات دانشجویان جهت استفاده از منابع علمی و فنی رشته تحصیلی مربوط به زبان انگلیسی به ترتیبی که دانشجویان بتوانند با سرعتی متناسب متون انگلیسی مربوط به رشته تحصیلی خود را بخوانند و در حد مطلوب مفاهیم آن را درک کنند. زبان تخصصی در مدیریت صنعتی شامل زبان تخصصی۱ و زبان تخصصی۲ می‌باشد.
- کنترل کیفیت آماری: هدف: آشنائی دانشجویان با نحوه عملکرد مرغوبیت در واحدهای آماری کنترل کیفیت به منظور بهبود مرغوبیت کالا
- سیستم‌های خرید و انبارداری و توزیع: هدف: آشنائی دانشجویان با نحوه خرید کالا، انبار آن و توزیع آن.
- کنترل پروژه: هدف: آشنایی دانشجویان با روش‌های کنترل پروژه و هدایت آن با استفاده از تحلیل‌های مقداری
- طرح‌ریزی و تعمیرات و نگهداری: هدف: آشنایی دانشجویان با مفاهیم اساسی و سیستم‌های طرح ریزی و تعمیرات و نگهداری ماشین آلات و تجهیزات موجود در راه‌های تولیدی
- کارسنجی و روش‌سنجی: هدف: آشنایی دانشجویان با مفاهیم اساسی کارسنجی، مطالعه روش‌ها و زمان سنجی، نحوه محاسبه و نگهداری زمان‌های استاندارد و تأثیر آن در بهبود عملکرد سازمان‌های صنعتی و تولیدی
- مدیریت کارخانه: هدف:آشنایی با چگونگی مدیریت کارخانجات.
- حفاظت صنعتی: هدف:آشنا شدن دانشجویان با عوامل، عناصر، خطرات و عوارضی که در محیط کار وجود دارد و نحوه مقابله با آن‌ها به صورتی که نیروی انسانی شاغل در محیط کار احساس امنیت کرده و کارایی اش را از دست ندهد.
- بررسی اقتصادی طرح‌های صنعتی: هدف: آشنایی دانشجویان با نحوه بررسی اقتصادی طرح‌های صنعتی، مطالعه امکان‌پذیری فنی و اقتصادی به صورت کار گروهی.
- روابط صنعتی: هدف:آشنائی دانشجویان با نحوه رابطه کارگر و کارفرما در صنایع
- فنون تجزیه و تحلیل و طراحی سیستم: هدف: آشنا کردن دانشجویان با ضرورت تجزیه وتحلیل و طراحی سیستم، و همچنین شناخت مفاهیم سیستم، تفکر سیستمی، رویکرد سیستمی، نظریه عمومی سیستم‌ها، علوم کنترل و ارتباطات و کاربرد هریک از آن‌ها در سازمان و سرانجام آشنایی با محتوای فراگردها، و ابزارهای تجزیه و تحلیل و طراحی سیستم
- بازاریابی بین‌المللی: هدف:کسب دانش در بازاریابی بین‌المللی به منظور پیشنهاد راه حلهایی برای افزایش صادرات کالاهای غیرنفتی که در حال حاضر در صد کمی از کل صادرات را تشکیل می‌دهد و صدور مطلوب تر فراورده‌های نفتی تا حد مورد نیاز جامعه کنونی کشور
- بهره‌وری و تجزیه و تحلیل آن در سازمان: هدف:آشنائی دانشجویان با تجزیه و تحلیل جامع نسبت بین ستاده به داده در سازمان‌های صنعتی و بازرگانی
- پروژه: هدف: الف. آشنایی عملی دانشجو با مسایل یک سازمان خاص و نحوه کار در آن ب. تطبیق دروس تئوری و تخصصی با مسایل عینی ج. برقراری ارتباط بین جامعه و مرکز آموزش عالی از طریق مبادله اطلاعات علمی و تجارب علمی د. پیدا کردن مشکلات و بیان راه حل برای رفع نارسائی‌ها و هرچه کاراتر کردن سازمان.